# Gallipolis (Ohio)
Gallipolis település az Amerikai Egyesült Államok Ohio államában, Gallia megyében, melynek megyeszékhelye is. Lakosainak száma 3313 fő (2020. április 1.).

## Népesség
A település népességének változása:
| Lakosok száma | 3641 | 3556 | 3313 |
|               | 2010 | 2019 | 2020 |